# Pobělohorská emigrace

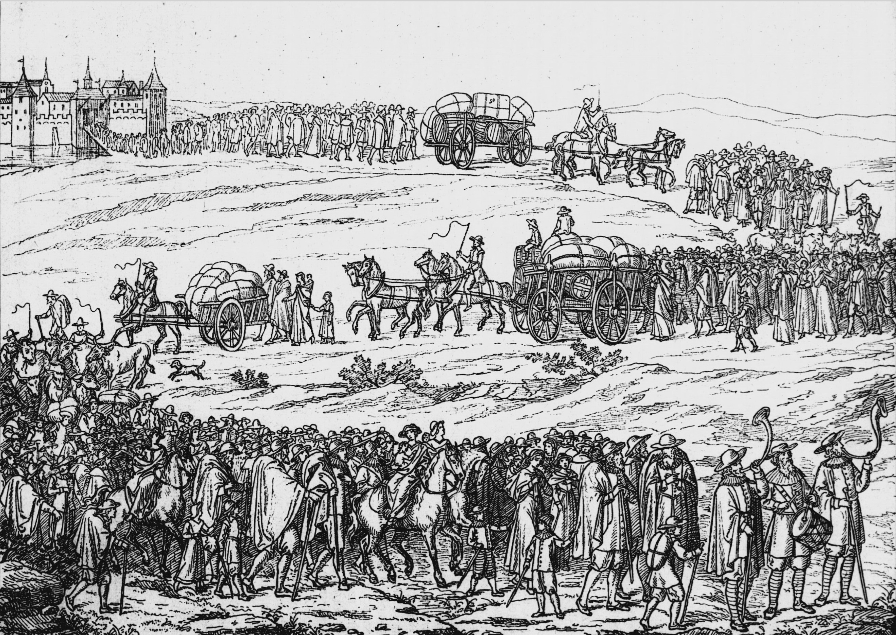
Vystěhovalci čeští (výjev po vydání Obnoveného zřízení zemského roku 1627, ilustrace J. Scheiwla, Česko-moravská kronika, 1891)

Pobělohorská emigrace je označení rozsáhlého emigračního procesu osob, který proběhl v českých zemích v období po porážce českého stavovského povstání, symbolizovanou prohranou bitvou na Bílé hoře, až do konce třicetileté války. Hlavními důvody migrantů byly náboženský útisk zde dominantních protestantů císařskou katolickou mocí (rekatolizace), faktická hrozba trestu za účast či podporu stavovského povstání či válečné události probíhající v českých zemích. Z Čech, Moravy a moravského Slezska pak z těchto důvodů odešla z vlasti značná část domácí šlechty, mocenských, společenských či náboženských elit a inteligence, směřující do rozličných oblastí převážně západní, severní a jihovýchodní Evropy. Patrně nejvýraznějším symbolem pobělohorských exulantů je pak osobnost učence, pedagoga a teologa Jana Amose Komenského.
Odhady o počtu exulantů se liší, řádově se však mohlo jednat až o stovky tisíc migrujících lidí, jejichž odchod přispěl značnou měrou k faktu, že počet obyvatel českých zemí během třicetileté války poklesl ze zhruba tři milionů na pouhých zhruba 800 tisíc lidí.

## Proces

### Příčiny
Vláda císaře Rudolfa II., vládnoucího do roku 1611, byla spojena s relativní náboženskou tolerancí na právním principu cuius regio, eius religio, potvrzenou mj. Rudolfovým majestátem z roku 1609. Za vlády nastupivších panovníků Matyáše a posléze Ferdinanda II. však docházelo ke stále sílícímu útlaku protestantů, což vedlo k nespokojenosti akcentované propuknutím stavovského povstání roku 1618. Jeho porážka na podzim roku 1620 a následný vývoj znamenaly zásadní společenskou změnu. Ferdinand II. tvrdě potrestal strůjce povstání brutální popravou 27 šlechticů na Staroměstském náměstí 21. června 1621, navíc započaly rozsáhlé soudní procesy zabavování majetku osobám, především šlechticům, účastnícím se povstání, později označované jako pobělohorské konfiskace. Rudolfův majestát císař zrušil tak, že jej dal rozstřihnout a spálit jeho pečeť, a nadále pak pokračoval v perzekuci české protestantské náboženské populační většiny.

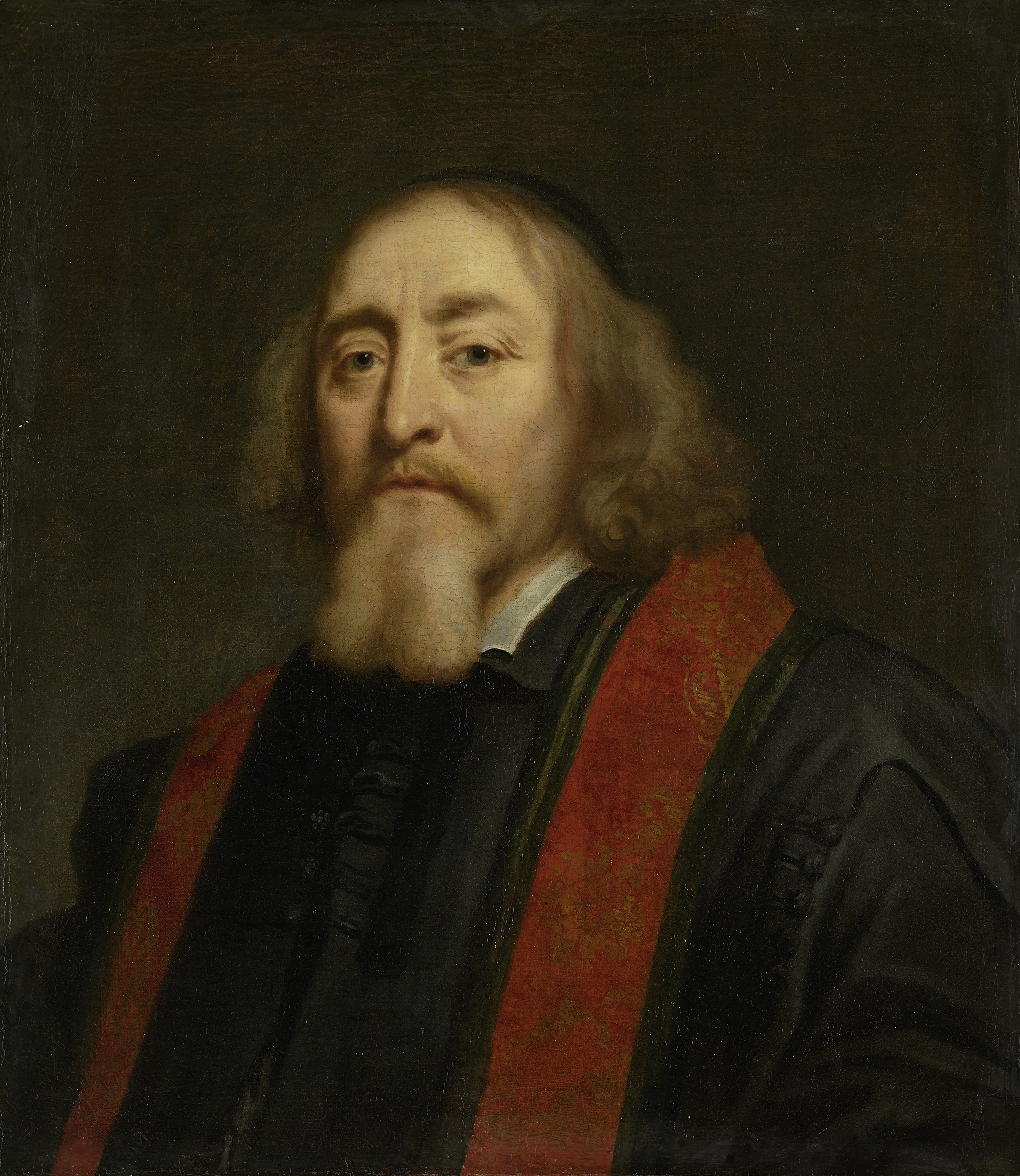
Jan Amos Komenský, portrét od Jürgena Ovense, po roce 1650

### Emigrace
Do zahraničí odcházely první zástupy osob údajně již po prvních dnech povstání. Jako jedni z prvních uprchli někteří přední představitelé povstalecké moci, včetně zvoleného českého krále Fridricha Falckého, vrchního velitele stavovské armády Jindřicha Matyáše z Thurnu a dalších, případně pak další zástupci šlechtických stavů, kteří jednak nebyli vázáni poddanstvím a měli k cestě potřebné prostředky. Svobodným osobám, tj. členům panského, rytířského a městského stavu, bylo posléze uděleno císařské právo k vystěhování. Zřejmě nejsilnější emigrační vlnou byl pak odchod protestantů po vydání Obnoveného zřízení zemského, zákoníku mj. povolujícího katolictví jako (s výjimkou židovského) jediné náboženství Habsburské monarchie, ale také uzákoňujícího mocenský přechod od stavovského systému řízení státu k absolutismu či v dlouhodobém horizontu vedoucího ke germanizaci zemí a úpadku užívání češtiny.

### Reemigrace
Jistá část exulantů se ještě během války pokusila do Čech vrátit. Za nejvýraznější vlnu reemigrace exulantů lze označit vpád švédské a saské armády do Čech v letech 1631 až 1632, kdy došlo k návratu části domácí šlechty, nezřídka v hodnostech důstojníků invazních armád, po vytlačení těchto sil vojsky polního maršála Albrechta z Valdštejna však řada z nich někdejší vlast opět opustila. Zejména šlechtici však byli v některých případech přijali nutné podmínky a po konverzi ke katolictví se mohli do českých zemí vrátit.
Uprázdněná panství se pak často dostávala do rukou zahraniční či německy mluvící šlechty, která nezřídka kdy nehospodařila na svých statcích dobře, pro jejich velké množství či absenci vztahu k českým poddaným. Z těchto důvodů pak docházelo k projevům nevole či také k ozbrojeným povstáním.

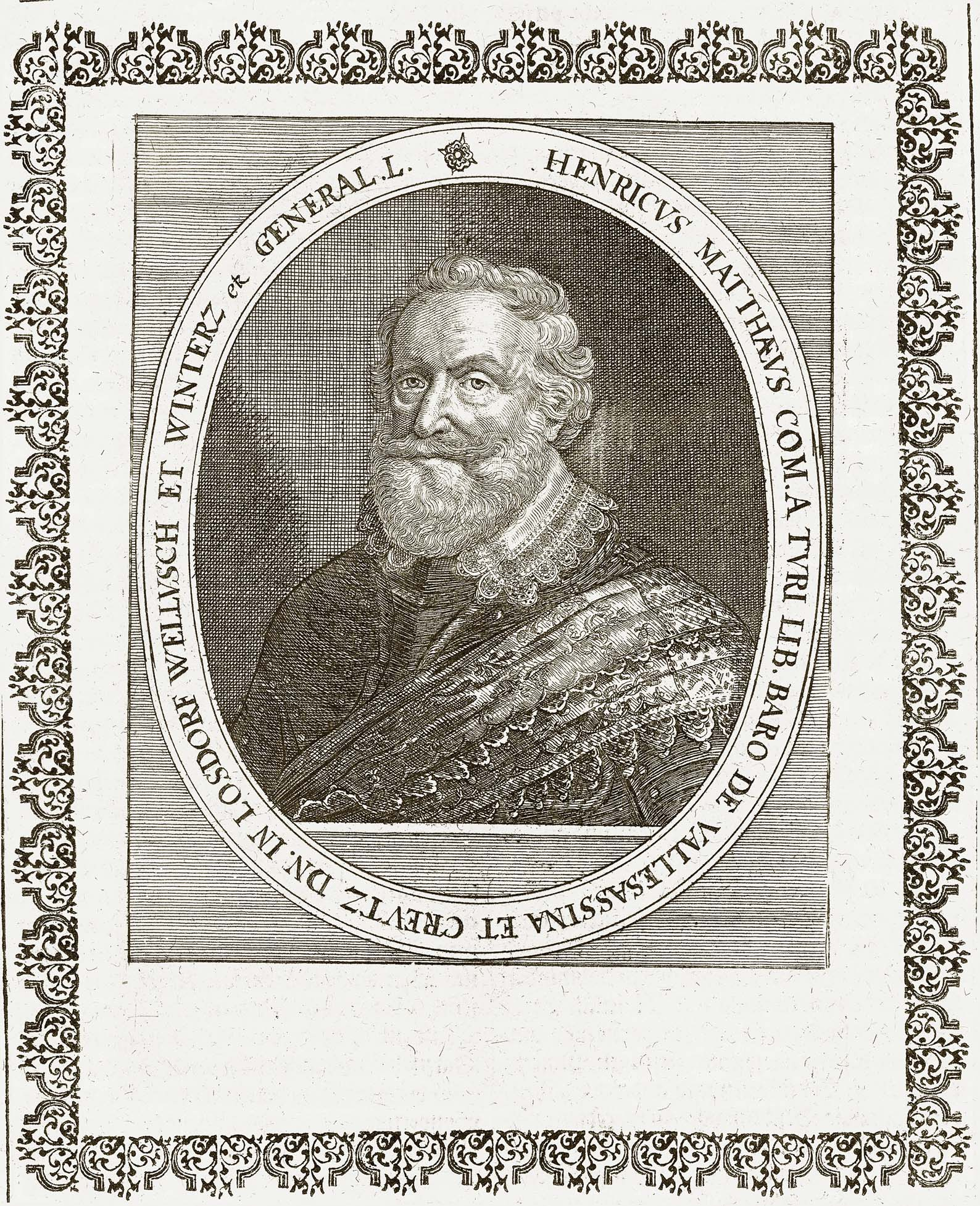
Jindřich Matyáš Thurn, vůdce českého stavovského vojska

### Zahraniční diaspory
Převážná část pobělohorských exulantů však zůstala v zahraničí. Směřovali především do nábožensky svobodnějších zemí: Uherska, Slezska, zemí Svaté říši římské, Nizozemska, Dánska, Pobaltí, Anglie a dalších, kde se po překonání jazykových bariér zapojili do zdejších společností. Podél saských, lužických, slezských a moravsko-uherských hranic pak vznikl jakýsi pás exulanty založených drobných obcí. Tito vyhnanci a běženci pro svobodu svědomí chtěli žít v blízkosti své vlasti a po generace věřili, že se do vlasti jednou budou moci svobodně vrátit. Nemalá část emigrantů-mužů z řad šlechty sloužila v protestantskch armádách např. dánského krále Kristiána IV. či švédského monarchy Gustava II. Adolfa. Řada exulantů české a moravské šlechty působila též na dvoře Fridricha Falckého, zprvu ve Franekeru a později v Haagu. Nadále se v zahraničí udržely a rozvíjely náboženské komunity protestantských církví, mj. církve českých a moravských bratří. Rovněž mezi exulanty působila řada spisovatelů, lékařů, historiků, pedagogů, diplomatů, umělců, teologů, řemeslníků a vydavatelů českých knih distribuovaných tajně do zemí koruny české. K tiskařům patřili: Kašpar Motěšický, Václav Kleych, Daniel Stránský, Václav Trojan... Nezřídka se exulanti potýkali při živobytí s existenčními problémy.
K vytvoření větších centralizovaných českých zahraničních komunit nedošlo, řada exulantů plně asimilovala. Existovalo několik myšlenek diasporické české komunity vytvořit, mj. v Pobaltí, ovládnutém Švédy, či ideu vyšlou z okolí vůdce Anglické republiky Olivera Cromwella, aby se část exulantů přestěhovala do katolického Irska (tu hned v zárodku odmítl také Komenský), jejich realizace však selhala. Exulanti si však sami spontánně zakládali vlastní komunity a to nejen na území bývalého Pruského Slezska (Zelów), ale i v různých částech světa.

### Po třicetileté válce

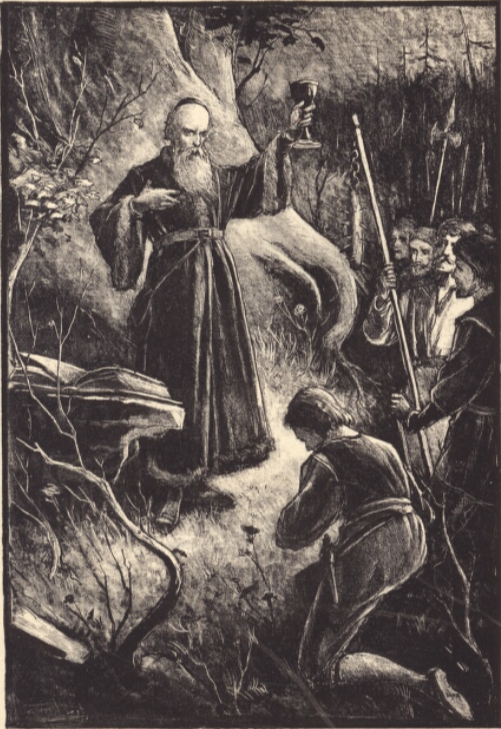
Matouš Ulický na ilustraci básnického cyklu Adolfa Heyduka Za volnost a víru od Jakuba Schikanedera (1883)

Podepsání Vestfálského míru a ukončení třicetileté války společensko-náboženskou změnu do českých zemí nepřineslo, ani pak tedy nedošlo k výrazné reemigraci. K návratu právního stavu před rokem 1620 bylo (s omezením) dosaženo až vydáním Tolerančního patentu Josefem II. roku 1781.

## Významní pobělohorští exulanti
- Jan Amos Komenský (1592–1670) – poslední biskup Jednoty bratrské a jeden z největších českých myslitelů, filosofů a spisovatelů.[5] Do exilu odešel roku 1628, žil mj. polském Lešně, Švédsku, Uhersku a posléze se usadil v Nizozemsku, kde také zemřel.
- Bohuchval Berka z Dubé (před 1590–po 1628) – šlechtic, během povstání člen direktoria Českého království a nejvyšší purkrabí Českého království. V obavě o svůj život ze země uprchl, v nepřítomnosti byl v dubnu 1621 odsouzen ke ztrátě majetku i hrdla. Žil pak v nizozemském Frísku.
- Jiří Dikast z Mířkova (1559–1630) – administrátor podobojí, spisovatel. Zemřel v Žitavě.
- Jan Thadeus Meziřičský (2. polovina 16. století - 1652) - českobratrský spisovatel, teolog, humanista. Do exilu odešel v roce 1628, působil v Žitavě a v Nizozemí, kde v Bredě sepsal knihu Conciliatorium biblicum, kvůli které byl později vyšetřován a podezírán ze zakázaného kalvinismu. Zemřel v Žitavě.
- Jindřich Matyáš z Thurnu (1567–1640) – šlechtic, během povstání velitel stavovského vojska, v nepřítomnosti byl v dubnu 1621 odsouzen ke ztrátě majetku i hrdla. Bojoval proti Habsburkům pod knížetem Gabrielem Bethlenem, posléze působil v dánské armádě. Zemřel v pobaltském Livonsku.

- Kryštof Čabelický ze Soutic (okolo 1600–1632) – jihočeský šlechtic a důstojník švédské armády, reemigrant v roce 1631. Za své angažmá proti císaři, mj. organizace českých oddílů během švédské okupace, byl zajat a veřejně sťat v Českých Budějovicích.
- Jan Jiří Harant z Polžic a Bezdružic (1580–po 1648) – šlechtic, bratr Kryštofa Haranta z Polžic a Bezdružic popraveného roku 1621 během Staroměstské exekuce. Se svým synem Kryštofem Vilémem odešel do Německa. Kryštof Vilém Harant se účastnil třicetileté války nejprve na protihabsburské straně, roku 1642 přešel na stranu císaře a navrátil se do Čech.
- Adam Hodějovský z Hodějova (?–1640) – šlechtic, vůdce selského povstání na Kouřimsku a Benešovsku roku 1626, které bylo završenou pro povstalce prohranou bitvou na Neštětické hoře. Z bitvy se s hrstkou mužů probil a poté odešel do západní Evropy.
- Petr Figulus Jablonský (1619–1670) – exulantský biskup Jednoty bratrské, manžel Komenského dcery Alžběty Komenské. Žil a působil v lotyšské Rize.

- Radslav mladší Kinský z Vchynic a Tetova – šlechtic, po povstání uprchl a v nepřítomnosti byl v dubnu 1621 odsouzen ke ztrátě majetku i hrdla. Usadil se v Nizozemsku, kde dosáhl univerzitního vzdělání, rovněž se zde roku 1622 po několik měsíců účastnil vojenské kampaně Mořice Oranžského v boji proti Španělům v rámci tzv. Osmdesátileté války.
- Matěj Krocín (asi 1583–1648) – protestantský kněz, pobělohorský exulant a autor spisů o pronásledování nekatolíků. Zemřel v Žitavě.

- Jan Jiří Krnovský (1577  –1624) – krnovský kníže, pokračoval v boji i po bělohorské porážce, posléze odešel se svým vojskem do Uher podpořit povstání Gabriela Betlena. Zemřel v Levoče.Samuel Martinius z Dražova (J. R. M. Přecechtěl: Čechoslovanští výtečníkové, 1861–1864)

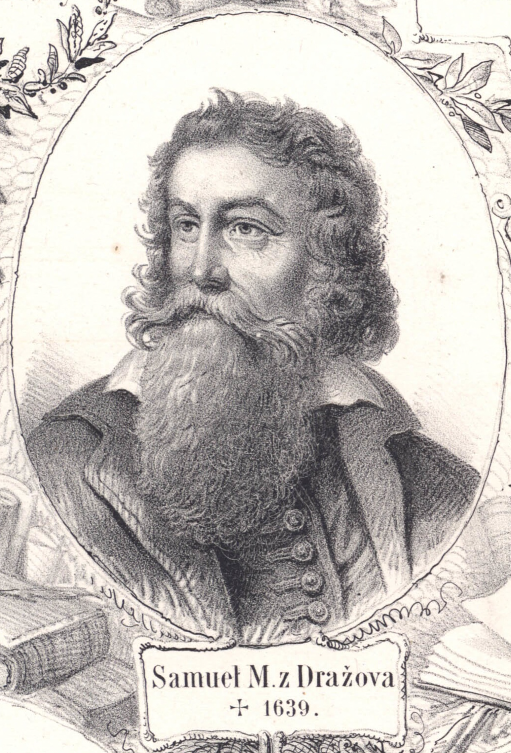
Samuel Martinius z Dražova (J. R. M. Přecechtěl: Čechoslovanští výtečníkové, 1861–1864)

- Václav Vilém z Roupova – šlechtic, během povstání prezident stavovského direktoria a nejvyšší kancléř Českého království. V obavě o svůj život ze země uprchl, po přímluvě vlivných známých byl amnestován. Do Čech se vrátil se švédským vojskem a jeho amnestie byla následně zrušena. Do Čech přišel znovu s armádou švédského maršála Johana Banéra,[6] zemřel však téhož roku v Litoměřicích na duševní chorobu.

- Samuel Martinius z Dražova (1593–1639) – luteránský kazatel, spisovatel a oponent Jednoty bratrské. Od roku 1628 žil v exilu v Sasku.
- Pavel Stránský ze Záp (1583–1657) – spisovatel, žil v Sasku a Polsku.
- Karel Škréta (1610–1674) – patrně nejvýznamnější český barokní malíř 17. století. S rodinou po Bílé hoře uprchl, navrátil se však roku 1638 do Prahy, kde konvertoval ke katolicismu a následně žil a tvořil v Praze.
- Tobiáš Štefek z Koloděj mladší – syn popraveného Tobiáše. S bratrem Štěpánem odešel do exilu v roce 1627.
- Linhart mladší Štampach ze Štampachu (okolo 1600–1634) – šlechtic a důstojník švédské armády, padl v bitvě u Nördlingenu.
- Matouš Ulický (okolo 1580–1627) – kališnický kazatel, odešlý do emigrace roku 1623. Roku 1626 se tajně navrátil a byl hlavním duchovním vůdcem povstání na Kouřimsku a Benešovsku, za což byl po jeho porážce zatčen, souzen a posléze veřejně popraven rozčtvrcením v Čáslavi.
- Ladislav Velen ze Žerotína moravský šlechtic, během povstání moravský zemský hejtman. Bojoval po boku Jiřího Krnovského proti císařské armádě a následoval jej do Uher. Poté bojoval ve jménu dánského krále Kristiána IV. Dánského ve vojsku velitele koaličních armád Petra Arnošta Mansfelda a podílel se na okupaci Slezska, včetně Opavska. Roku 1634 byl jmenován vrchním velitelem švédského okupačního vojska ve Slezsku. Po porážce Švédů ustoupil do Poznaně, kde pak také zemřel.
- Kristián Adršpach Berka z Dubé – šlechtic, účastník povstání a emigrant. V roce 1631 pracoval ve službách Fridricha Falckého na jeho dvoře v Haagu, mj. jako jeho vyslanec navštívil dánského krále Kristiana IV.[7]
- Jan Varlich mladší z Bubna (1570–1635) – šlechtic, důstojník stavovského vojska, poté bojoval v řadách dánské armády. Zemřel v Halle nad Sálou.
- Ondřej Haberweschl z Habernfeldu – šlechtic a lékař, autor odborných latinských spisů.[2]
- Václav Clemens Žebrácký (okolo 1590–1636) – básník a spisovatel, žil a zemřel v Anglii.

### Potomci pobělohorských exulantů
- Augustin Heřman (před 1621–1686) – šlechtic, z Čech odešel s rodinou jako dítě. Odešli do Nizozemska, kde se Heřman stal kartografem a mořeplavcem. Posléze se dostal do nizozemských kolonií v Severní Americe, kde se usadil na území pozdějšího státu federace USA Maryland v jím založené osadě Bohemian Manor (v překladu české panství).
- Jan Kupecký (1666–1740) – malíř, potomek členů českobratrské církve narozený v Pezinku, v tehdejších v Horních Uhrách
- Carl Gottlob Moráwek (1816–1896) – autor „Historie české evangelické exulantské obce v Žitavě“, umělecký zahradník
- Kristián Pešek (1676–1744) – astronom, matematik, spisovatel
- Christian Adolph Pescheck (1787–1859) – teolog, zakladatel městského muzea v Žitavě
- Christian Weise (1642–1708) – spisovatel, pedagog, dramatik